# 赫魯紹韋
48°14′49″N 38°48′33″E / 48.24694°N 38.80917°E
赫魯紹韋（烏克蘭語：Грушове）是位於烏克蘭東部的市級鎮，由盧甘斯克州羅韋尼基區的赫魯斯塔利內市鎮負責管轄。
該鎮始建於1900年，於1969年成為市級鎮，2013年人口為882人，自2014年起由卢甘斯克人民共和国實際控制。

## 人口統計
根據 2001年烏克蘭人口普查，鎮民人口為1189人，他們的母語分配如下：
- 乌克兰语：9.2%
- 俄语：90.5%
- 其他：0.3%